# Philippe Bouvatier
Philippe Bouvatier (Rouen, 12 giugno 1964 – Rouen, 7 aprile 2023) è stato un ciclista su strada francese.

## Palmarès

### Strada
- 1982 (Juniores, due vittorie)

Campionati francesi, Prova in linea Juniores
Duo Normand (con Bruce Péan)
- 1983 (Dilettanti, tre vittorie)

Parigi-Mantes-en-Yvelines
Parigi-Auxerre
Grand Prix des Nations (cronometro)
- 1988 (BH, tre vittorie)

La Poly Normande
Duo Normand (con Thierry Marie)
Trio Normand (con Vincent Barteau e Thierry Marie)
- 1989 (BH, una vittoria)

Trio Normand (con Roland Le Clerc e Joël Pelier)
- 1990 (R.M.O., una vittoria)

4ª tappa Tour de la Communauté Européenne (Fléron > Valkenburg aan de Geul)
- 1991 (R.M.O., una vittoria)

4ª tappa Tour Méditerranéen (Six-Fours-les-Plages > Antibes)
2ª tappa - parte b Herald Sun Tour (Victor Harbor > Murray Bridge)

#### Altri successi
- 1987 (BH)

Grand Prix du Mans
- 1988 (BH)

2ª tappa Vuelta a España (Las Palmas, cronosquadre)
Criterium Lisieux
Criterium Saint-Martin-de-Landelles
- 1991 (R.M.O.)

Criterium Amiens

## Piazzamenti

### Grandi Giri
- Giro d'Italia

1992: ritirato (8ª tappa)
1993: ritirato (10ª tappa)
- Tour de France

1986: ritirato (15ª tappa)
1987: 66º
1988: 32º
1989: fuori tempo massimo (7ª tappa)
- Vuelta a España

1986: ritirato (20ª tappa)
1987: 38º
1988: ritirato (7ª tappa)
1989: 42º

### Classiche monumento
- Giro delle Fiandre

1991: 17º
- Liegi-Bastogne-Liegi

1991: 59º
- Giro di Lombardia

1992: 30º

### Competizioni mondiali
- Campionati del mondo su strada

Grimma 1981 - In linea Junior: 3º
Altenrhein 1983 - In linea Dilettanti: 21º
- Giochi olimpici

Los Angeles 1984 - In linea: 29º
Los Angeles 1984 - Cronosquadre: 6º